# Tlogo Rejo (Kaligesing)
Tlogo Rejo is een bestuurslaag in het regentschap Purworejo van de provincie Midden-Java, Indonesië. Tlogo Rejo telt 749 inwoners (volkstelling 2010).